# Родригес, Игнасио
Игнасио Родригес Бахена (исп. Ignacio Rodríguez Bahena; 12 июля 1956, Сакатепек-де-Идальго, Морелос — 19 мая 2025) — мексиканский футболист, выступавший на позиции вратаря, тренер. Участник Чемпионата мира 1986 года в составе сборной Мексики.

## Клубная карьера
Родригес начал карьеру в клубе Лиги Ассенсо «Сакатепек». В 1978 году он помог команде выйти в мексиканскую Примере. Удачные выступления в высшем дивизионе позволили ему перейти в «Атлетико Морелию». По окончании сезона Игнасио перешёл в «Атланте». В 1983 году он вместе в командой завоевал Кубок чемпионов КОНКАКАФ. В 1989 году Родригес покинул клуб и три года был в статусе свободного агента, подумывая о завершении карьеры. В 1992 году его пригласил УАНЛ Тигрес на роль запасного голкипера. Отыграв два сезона, Игнасион завершил карьеру.

## Международная карьера
18 марта 1980 года в товарищеском матче против сборной Гондураса Родригес дебютировал за сборную Мексики.
В 1986 году Игнасио попал в заявку сборной на участие в домашнем Чемпионате мира. На турнире он был резервным голкипером и на поле не выходил.
Умер 19 мая 2025 года в возрасте 68 лет.

## Достижения
«Атланте»
- Обладатель Кубка чемпионов КОНКАКАФ — 1983